# Johann Müller (Nassau)
Johann Müller (* 15. Januar 1782 in Westernohe; † 19. August 1852 ebenda)  war ein deutscher Schultheiß  und Mitglied des Nassauischen Landtags.

## Leben
Johann Müller wurde als Sohn des Schöffen Johannes Müller (1743–1819) und dessen Ehefrau Margaretha Schilling (1779–1859) geboren. Er betrieb in seinem Heimatort eine Landwirtschaft und war dort als Schultheiß (heute Bürgermeister) tätig, als er am 18. März 1833 nach Nachfolger des Friedrich Eberhard aus der Gruppe der Grundbesitzer des Wahlkreises Dillenburg ein Mandat für den Nassauischen Landtag erhielt. 
Er blieb bis 1838 in dem Parlament. 
Eberhard gehörte im Nassauischen Domänenstreit zu der Parlamentsmehrheit (15 von 22 Abgeordneten), die aus Protest gegen den Pairsschub das Parlament boykottierten und ihr Mandat verloren.